# Pavlos Pavlidis
Pavlos Pavlidis (griechisch Παύλος Παυλίδης; † 1968) war ein griechischer Sportschütze, der an den Olympischen Sommerspielen 1896 in Athen teilnahm. Er gewann eine Silbermedaille im Militärgewehrwettbewerb über 300 m mit 38 von 40 Treffern und 1978 Punkten. Er nahm auch an den Wettbewerben im Dienstrevolverschießen und im Freien Gewehr über 300 m teil, in denen seine genauen Ergebnisse jedoch unbekannt sind. Es ist nur sicher, dass er nicht die ersten 5 Ränge erreichen konnte.